# Tamoyón II
Tamoyón II är en ort i Mexiko.   Den ligger i kommunen Huautla och delstaten Hidalgo, i den sydöstra delen av landet, 200 km nordost om huvudstaden Mexico City. Tamoyón II ligger 354 meter över havet och antalet invånare är 196.
Terrängen runt Tamoyón II är huvudsakligen kuperad, men österut är den platt. Runt Tamoyón II är det ganska tätbefolkat, med 80 invånare per kvadratkilometer. Närmaste större samhälle är Chicontepec de Tejada, 6,5 km sydost om Tamoyón II. Omgivningarna runt Tamoyón II är en mosaik av jordbruksmark och naturlig växtlighet.